# 헤르만 쿠터
헤르만 쿠터 (Hermann Kutter, 1863년 9월 12일–1931년 3월 31일)는 스위스 개신교 신학자이다.  레온하르트 라가츠와 함께 스위스에서 기독교사회주의의 창립멤버이다. 그는 크리스토프 블룸하르트에 크게 영향을 받았다. 그는 크리스토프 블룸하르트가 주장한 하나님 나라의 오심에 대한 대망 사상을 사회주의적 진보를 믿는 것과 병합시켰다.  그는 사회민주주의를 살아계신 하나님이 도구로서, 또한 그것을 따른 자들을 하나님의 숨겨진 종으로 보았다. 그는 11권의 책을 출판하였다.